# Милан Вукашиновић
Милан Вукашиновић (Ниш, 1989) српски је сликар. Завршио је мастер студије 2013. године на Факултету уметности у Нишу, у класи професора Братислава Башића.

## Живот и каријера
Рођен је у Нишу 1989. године у Нишу. Дипломирао је сликарство 2012. године, а мастер студије 2013. године на Факултету уметности у Нишу, у класи професора Братислава Башића.
Живи и ствара у Нишу.

## Ликовно стваралаштво
Сопствену ликовну поетику Милан Вукашиновић је изградио сликајући „ужурбани свет великих градова: гужву, колоне аутомобила, билборде, рекламе...и сл.”
На својим делима, „он чистим ликовним језиком, истражује култни статус технолошких „помагала” (аутомобили,телефони, камере, компјутери...) и окупираност обичног човека савременим медијима.”
У време технолошке зависности, Милан Вукашиновић гради сопствене креативне изразе у којима његови аутентична композиције заговарају лакше посматрање ширег глобалног контекста. Иако уметнички говор  уметника има специфични карактер и сензибилитет, он има виталистички став према кризи друштва. Развијањем на свој начин, критичког мишљење Вукашиновић наглашава потребу за новим, позитивним визијама човека и света.

## Изложбе
Излагао је на више референтних колективних изложби у Нишу, Београду и Великом Трнову (Нишки цртеж, Ликовни уметници Ниша, изложба Младост Ниш арт фондације, Ликовна колонија Сићево).

## Ликовне колоније
- 2013. — Ликовне колоније Сићево

## Награде и признања
- Награда за најбоље уметничко остварење у целини на мастер академским студијама.[2]